# НПП Респиратор
Научно-производственное предприятие «Респиратор» (АО «НПП „Респиратор“») — советский и российский разработчик и изготовитель кислородно-дыхательной аппаратуры военного и гражданского назначения, расположено в городе Орехово-Зуево Московской области. Завод основан в 1932 году, во время Второй мировой войны относился к Наркомату миномётного вооружения. Впоследствии был в списке стратегических предприятий и организаций.

## История

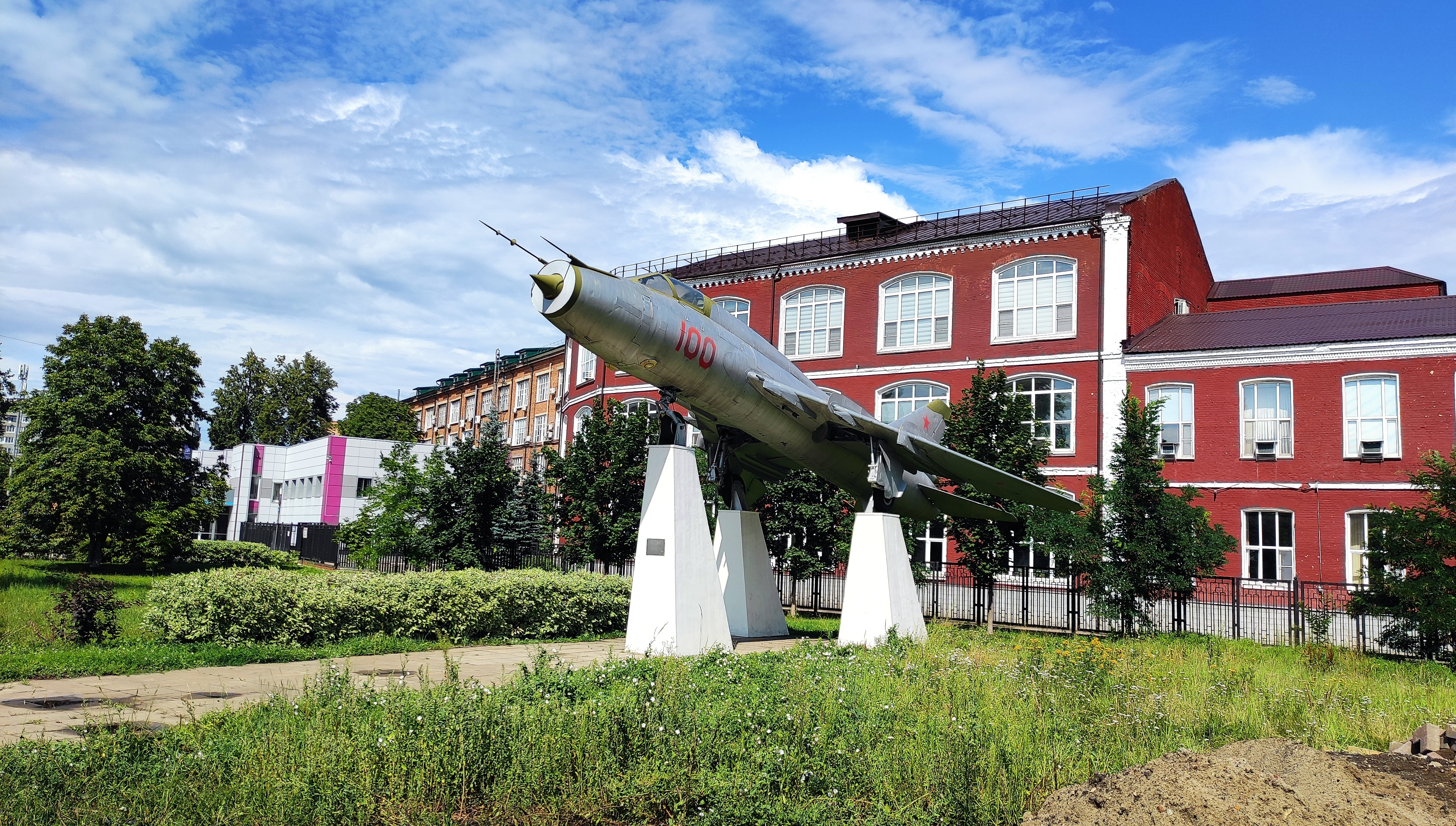
Самолёт-памятник Су-17 перед историческим зданием советского завода "Респиратор"

Предприятие было образовано в 1932 году как Завод № 3 для выпуска кислородных приборов. Его создавали на базе Отбельно-красильной фабрики И. Н. Зимина, которая на тот момент представляла собой три цеха: ситце-печатный, опальный, красильный и около 700 человек рабочих. Уже в середине 1932 года завод выпустил свои первые изделия — приборы для горно-спасательной службы угольной промышленности. В первые годы завод выпускал около 8 наименований аппаратов и приборов (на 1935 год: приборы кислородные, респираторы, ингаляторы, аппараты водолазные, насосы кислородные).
В 1936 году завод был переведён на работу по собственной конструкторской документации (приказом наркома С. Орджоникидзе № 873 от 16.07.1935).
Довоенная численность персонала завода менялась от 65 человек в 1932 году до 1437 человек в 1939 году. Осенью 1941 года завод был эвакуирован в Барнаул, но уже в январе 1942 года оборудование вернули на старое место и на этой базе был организован новый «Завод кислородных приборов». В июле 1942 года завод был переименован в Завод № 856 Наркомата миномётного вооружения СССР. По состоянию на 1945 год он выпускал стабилизаторы для мин, затем был освоен выпуск подрывных машинок, авиационных кислородных приборов, аэродромных кислородно-заправочных станций.
В 1947 году заводу вернули его прежнее наименование Завод кислородных приборов «Респиратор» (параллельно использовалось условное наименование «Предприятие почтовый ящик А-3439»). По состоянию на 1947 год завод имел цехи: гальванический, медницкий, автоматный, механический, станкостроительный, термостатный, ремонтно-механический, экспериментальный, инструментальный, электроцех. Площадь территории завода в 1947 году составляла 3,14 га с застройкой в 11696 кв. м. В 1953 году заводу был поручен выпуск водолазной аппаратуры.
Также в 1953 году на базе завода было создано Опытно-конструкторское бюро кислородно-дыхательной аппаратуры (ОКБ КДА) для создания новых систем жизнеобеспечения (позднее переименовано в «Орехово-Зуевское Конструкторское бюро кислородного оборудования», имело условное наименование «Предприятие почтовый ящик М-5461», а в 1993 году переименовано в ОАО «КАМПО»). Этим подразделением были разработаны: первый советский акваланг АВМ-1, образцы кислородно-дыхательной аппаратуры для всех типов отечественных самолётов, для индивидуальных систем жизнеобеспечения для космоса, профессиональная водолазная дыхательная аппаратура и снаряжение для ВМФ СССР, аварийно-спасательная дыхательная аппаратура.
В 1957 году завод участвовал во Всемирной выставке в Брюсселе с аппаратом искусственного дыхания АИД-1, а в 1959 году — в выставке достижений в области науки, техники и культуры в Нью-Йорке, где была показана медицинская техника: аппарат аэрозольный АИ-1, аппарат для кислородной терапии ДКП-1, ингалятор кислородный ИП-1.
С 1965 года завод вместе с ОКБ КДА перешёл в ведение Министерства авиационной промышленности СССР. 
В период с 1990 по 1999 годы предприятие было в кризисе, оно прошло процедуру банкротства и период внешнего управления.
С 2000 года была проведена поэтапная реновация производства. После ряда переименований в 2009 году ОАО Научно-производственное предприятие «Респиратор» вошло в состав Холдинга «Авиационное оборудование» Государственной корпорации «Ростех»
В 2014 году предприятие получило сертификат соответствия международному авиакосмическому стандарту качества EN9100:2009, что расширило возможности выхода на рынок авиационных систем и и иных агрегатов в сегментах систем жизнеобеспечения и пожаротушения, средств эксплуатационного контроля, индивидуальной защиты и изделий медтехники.

## Продукция
Предприятие производит широкий спектр продукции:
- Авиационная техника — кислородные системы и кислородно-дыхательная аппаратура для всех типов военных и гражданских самолётов, а также вертолётов[11]
- Подводная техника[12] — индивидуальные дыхательные аппараты для проведения подводно-технических работ; аппараты, применяемые при борьбе за живучесть судов
- Медицинская техника — кислородные ингаляторы, наркозная аппаратура, кислородные системы для машин скорой медицинской помощи и лечебных учреждений
- Противопожарное оборудование — воздушные и кислородные дыхательные аппараты для пожарных и спасателей, самоспасатели, контрольно-проверочная аппаратура
- Продукция производственно-технического назначения — респираторы, шумозаглушающие устройства, баллоны, вентили, газовые редукторы различного назначения

Агрегаты, производимые НПП «Респиратор», установлены на самолётах: МиГ-29, МиГ-31, МИГ-35; Су-25, Су-27, Су-30, Су-34, Су-35;ТУ-142, ТУ-95, ТУ-154, ТУ-204, ТУ-214, ТУ-120, ТУ-334, ТУ-22, ТУ-160; Ил-62, Ил-76, Ил-86, Ил-96, Ил-114, Ил-112;АН-124, АН-148, АН-140;Бе-200. На вертолётах: Ми-8, Ми-17, Ми-26, Ми-80, Ми-172; Ка-32, Ка-50, Ка-126.
Представляют интерес новые облегченные баллоны огнетушителей и запорная арматура для авиационной системы пожарной защиты (разработка российского холдинга «Авиационное оборудование» и американской компании Curtiss-Wright Controls).
В 2012 году на конференции "Инновационные разработки были представлены результаты разработки универсального комплекта агрегатов для кислородных систем, которые могут быть использованы на любом типе гражданской авиационной техники. Там реализовано цифровое управление агрегатами системы с применением разработанного предприятием комплекта электронных блоков.
В 2013 году на 6-й Международной выставке вертолетной индустрии был представлен блок кислородного питания БКП-3-210Р со значительно уменьшенной массой и огнетушитель УБШ с модернизированной пироголовкой.
В 2014 году новинками X Международной выставки «Гидроавиасалон-2014» и XVIII Международной выставки средств обеспечения безопасности «Интерполитех-2014» стали: дыхательный аппарат для военных водолазов «ШАП-Р», способный работать при температуре ниже нуля, и передовой воздушно-дыхательный аппарат АВМ-15 для водолазов, выполняющих подводно-технические и аварийно-спасательные работы, кроме того были представлены новые кислородно-дыхательные системы для подводных работ на арктическом шельфе и дыхательный аппарат ДА-1 для защиты органов дыхания и зрения от вредного воздействия газовой среды, в том числе при проведении спасательных работ.

## Производственная база и персонал
В структуру предприятия входят: конструкторские бюро, опытное производство с лабораторно-испытательным комплексом, а также серийное производство. 
В 1974 году началось оснащение производства станками с ЧПУ.
Система качества предприятия имеет сертификат по стандарту ИСО 9001. Внедрены автоматизированные системы проектирования и корпоративная электронная управления производством «Омега». По состоянию на 2013 год на предприятии было 600 работников со средней заработной платой 21400 рублей.

## Руководители предприятия
- Павел Иванович Зима (1956—1986) — директор завода и главный конструктор ОКБ-КДА

## Награды
- Орден Трудового Красного Знамени (1983) — за заслуги в создании и освоении производства новой авиационной техники.
- Медали и дипломы: в 2003 году во Всероссийском конкурсе «Золотой рубль» среди промышленных предприятий в номинации «Реализованный проект финансового оздоровления предприятия»; в 2005 году — премия Societe D`Encouragement Pour I`Industrie Nationale «За положительную динамику производственно-экономических показателей, качество товаров и услуг, а так же за стабильность в исполнении обязательств перед партнёрами, за успешную реализацию новых проектов и правильную социальную политику»; в 2007 году — Российская национальная премия «Подводный мир» Конфедерации подводной деятельности в номинации «Лучший производитель отечественного снаряжения»[20].
- Национальная премия «Золотая идея» (2009) в номинации «Лучшее предприятие-соисполнитель»[21].

## Критика
Ранее на заводе происходили происшествия с человеческими жертвами, вероятно вызванные нарушением правил хранения опасных предметов.
Отмечались нарушения природоохранного и антимонопольного законодательств.